# Buřenice
Buřenice (deutsch Burschenitz) ist eine Gemeinde in Tschechien. Sie liegt zehn Kilometer nordöstlich von Pacov und gehört zum Okres Pelhřimov.

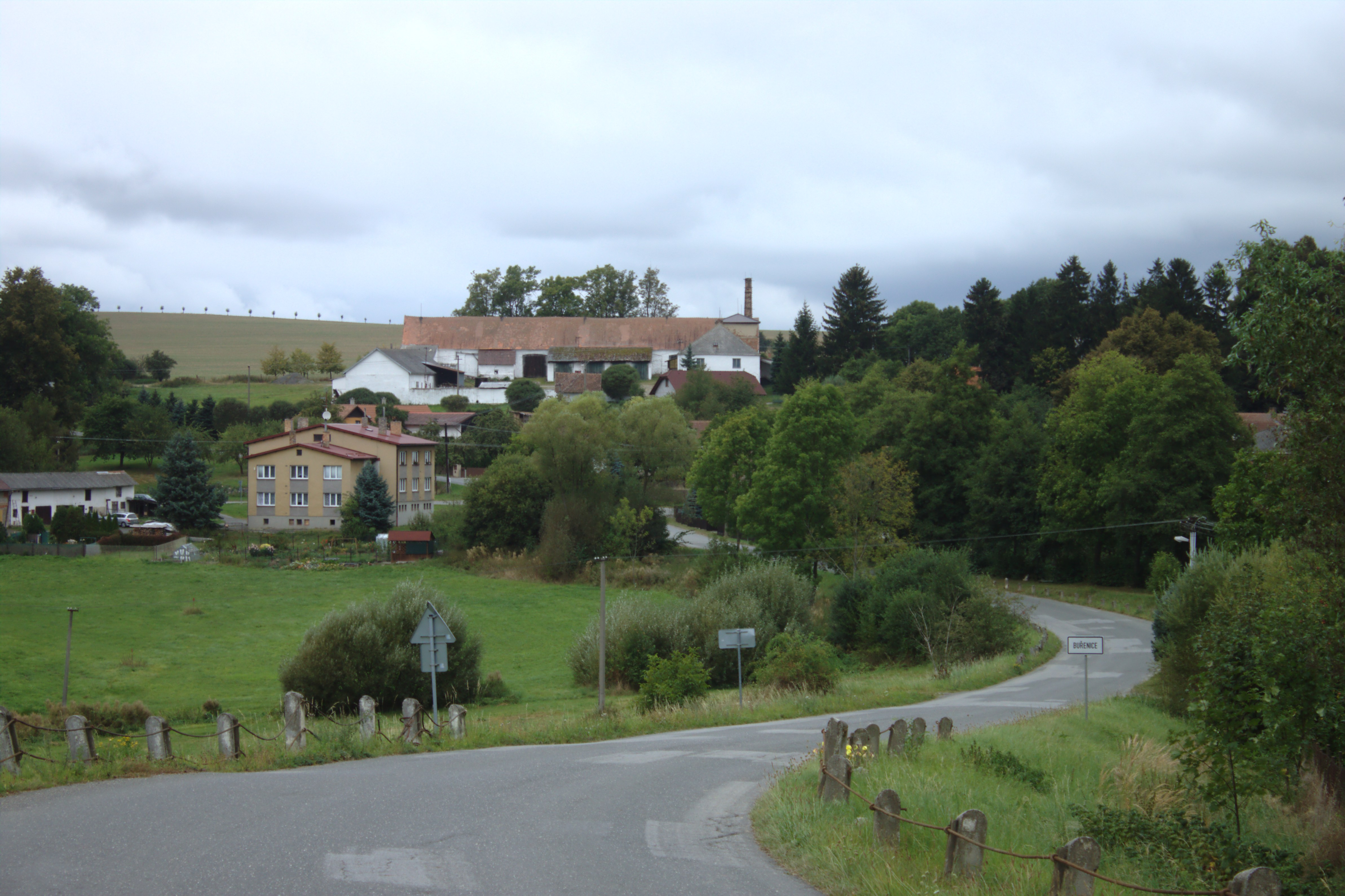
Buřenice

## Geographie
Buřenice befindet sich im Südwesten der Böhmisch-Mährischen Höhe. Der Ort liegt am nordöstlichen Fußes des Stražiště-Massivs im Quellgebiet des Baches Vyklantický potok. Südwestlich erhebt sich der Stražiště (744 m), im Westen der Kamenný vrch (626 m), Holý vrch (703 m) und Altán (633 m).
Nachbarorte sind Tříznicko, Petrovsko und Kramolín im Norden, Borek, Chyšná und Martinice u Onšova im Nordosten, U Hánovych, Nová Ves und Krasolesí im Osten, Arneštovice und Radějov im Südosten, U Krčmáře, Dobroměřice und Lesná im Süden, Babice und Útěchovice pod Stražištěm im Südwesten, Nové Vyklantice und Staré Vyklantice im Westen sowie Nový Smrdov, Starý Smrdov und Skočidolovice im Nordwesten.

## Geschichte
Die erste urkundliche Erwähnung des Dorfes erfolgte im Jahre 1280 im Zuge einer zwischen Buřenice und Babice erfolgten Schlacht zwischen den Truppen Ottos des Langen von Brandenburg und König Rudolfs I. Buřenice war ein Vladikensitz, bei der Kirche befand sich eine Feste.
Nach der Aufhebung der Patrimonialherrschaften bildete Buřenice ab 1850 mit dem Ortsteil Babice eine Gemeinde in der Bezirkshauptmannschaft Ledetsch. Sitz des Bezirksgerichtes wurde wenig später Dolní Kralovice. Ab 1949 gehörte Buřenice zum Okres Pacov. Nach dessen Auflösung wurde die Gemeinde 1961 dem Okres Pelhřimov zugeordnet und zugleich Kyjov und Radějov (mit Dobroměřice) eingemeindet. 1985 wurde Buřenice an Košetice angeschlossen. Seit 1992 besteht die Gemeinde wieder.

## Gemeindegliederung
Die Gemeinde Buřenice besteht aus den Ortsteilen Babice (Babitz), Buřenice (Burschenitz), Kyjov (Kühhof) und Radějov (Radejow). Grundsiedlungseinheiten sind Babice, Buřenice, Dobroměřice (Dobromeritz), Kyjov und Radějov.
Das Gemeindegebiet gliedert sich in die Katastralbezirke Buřenice, Kyjov u Buřenic und Radějov u Buřenic.

## Sehenswürdigkeiten
- Kirche St. Simon und Juda, erbaut am Übergang vom 12. zum 13. Jahrhundert
- Kapelle in Babice
- Kapelle in Dobroměřice
- Kapelle in Kyjov
- Kapelle in Radějov
- Stražiště mit barocker Wallfahrtskapelle des Hl. Johannes des Täufers an einer Heilquelle sowie Fernseh- und Rundfunksender